# Yoon Je-moon

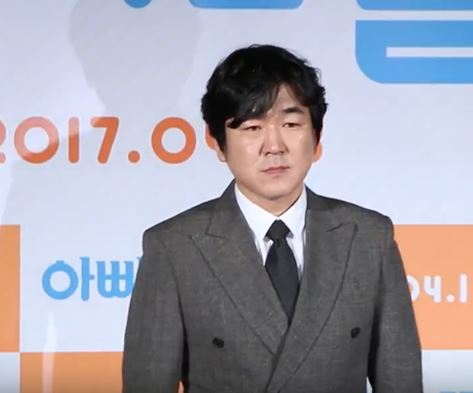
Yoon Je-moon, 2017

Yoon Je-moon (* 9. März 1970) ist ein südkoreanischer Film- und Theater-Schauspieler.
Im Juni 2016 wurde er dabei erwischt, mit 1,04 Promille Alkohol im Blut Auto gefahren zu sein.  Dies war nicht das erste Mal. Es war bereits das dritte Mal und er wurde zu einer Haftstrafe von 8 Monaten verurteilt und zwei Jahre auf Bewährung.

## Filmografie

### Filme (Auswahl)
- 2005: Antarctic Journal (남극일기)
- 2006: Straßen der Gewalt (비열한 거리)
- 2006: The Host (괴물)
- 2007: Portrait of a Gangster (우아한 세계)
- 2008: The Good, the Bad, the Weird (좋은 놈, 나쁜 놈, 이상한 놈)
- 2009: Keiler – Der Menschenfresser (차우)
- 2009: Mother (마더)
- 2011: Krieg der Königreiche – Battlefield Heroes (평양성)
- 2012: Doomsday Book (인류멸망보고서)
- 2013: Boomerang Family (고령화가족)
- 2013: Silent Assassin (동창생)
- 2014: Haemoo (해무)
- 2014: My Dictator (나의 독재자)
- 2016: Missing You (널 기다리며)
- 2017: Okja (옥자)
- 2018: High Society auf Koreanisch (상류사회)
- 2018: The Drug King (마약왕)
- 2020: Beasts Clawing at Straws (지푸라기라도 잡고 싶은 짐승들)

### Fernsehserien
- 2008: General Hospital (종합병원 2, MBC)
- 2009: IRIS (아이리스, KBS2)
- 2011: Midas (마이더스, SBS)
- 2011: Tree With Deep Roots (뿌리깊은 나무, SBS)
- 2012: The King 2 Hearts (더킹2Hearts, MBC)
- 2013: The End of the World (세계의 끝, jTBC)
- 2014: Three Days (쓰리 데이즈, SBS)
- 2015: Last (라스트, jTBC)
- 2024: Red Swan (화인가 스캔들, Disney+)